# Lena Repinc
Lena Repinc (* 8. April 2003 in Jesenice, Oberkrain) ist eine slowenische Biathletin. Sie ist zweifache Jugendweltmeisterin und startet seit 2021 im Weltcup.

## Sportliche Laufbahn

### Großes Talent im jungen Alter
Lena Repinc betreibt seit ihrem elften Lebensjahr den Biathlonsport. Ihre ersten internationalen Rennen bestritt sie bei den Jugendweltmeisterschaften 2019 in Osrblie. Im Winter 2019/20 nahm sie zum ersten Mal am IBU-Junior-Cup teil und erreichte am Arber einen siebten Rang im Sprint, bei den Jugendweltmeisterschaften lief sie gemeinsam mit Kaja Marič und Živa Klemenčič auf Platz vier. Des Weiteren lief sie bei den Olympischen Jugendspielen in Lausanne, spielte dort aber in den Ergebnislisten keine große Rolle. Im folgenden Winter startete die Slowenin erstmals im IBU-Cup und nahm auch an den Europameisterschaften teil. Im Januar 2021 überraschte sie dabei am Arber als 17-Jährige mit einem fünften Platz im verkürzten Einzelwettkampf und ließ in der reinen Kurszeit unter anderem Stina Nilsson und Franziska Hildebrand hinter sich. Daraufhin wurde Repinc für die Teilnahme an den Heimweltmeisterschaften auf der Pokljuka-Hochebene nominiert, wo sie im Sprint und im Staffelrennen an den Start ging. Wenig später gewann sie bei den Jugendweltmeisterschaften in Obertilliach in vier Rennen vier Medaillen: Gold in Sprint und Verfolgung sowie Silber im Einzelrennen und mit Klara Vindišar und Kaja Zorč in der slowenischen Staffel. Damit war sie die mit Abstand erfolgreichste Athletin bei den Meisterschaften in der Altersklasse U-19. Bei den letzten Rennen der Saison im IBU-Cup, die ebenfalls in Obertilliach ausgetragen wurden, erreichte die Slowenin im Sprint ihre zweite Top-10-Platzierung.
Im Winter 2021/22 bestritt Repinc nur wenige Wettkämpfe. Sie nahm an den Jugendweltmeisterschaften teil und gewann, hinter Maren Kirkeeide respektive Selina Grotian, Silber in Sprint und Verfolgung, außerdem lief sie beim Olympischen Jugendfestival in Vuokatti und sicherte sich die Goldmedaille im Einzel. Im August 2021 und 2022 bestritt die Slowenin weiterhin die Juniorenrennen im Rahmen der Sommerbiathlon-Weltmeisterschaften und ergatterte je eine Silber- und Bronzemedaille.

### Etablierung im Weltcup
Mit dem Trainerwechsel auf Ricco Groß in Vorbereitung auf die Folgesaison steigerte sich das gesamte slowenische Damenteam. Im ersten Wettkampf des Winters, einem IBU-Cup-Sprint in Idre, unterbot Repinc noch einmal ihr bisheriges Bestergebnis und belegte Rang vier, im gleichen Wettkampf lief ihre neue Teamkollegin Anamarija Lampič auf Platz sechs. Daraufhin komplettierte die 19-Jährige in Hochfilzen erstmals im Weltcup die Damenstaffel und erreichte mit Lampič, Živa und Polona Klemenčič auf Anhieb den achten Rang. Nach dem Jahreswechsel bestritt sie ihre ersten Indvidualrennen auf der höchsten Ebene und stieß in Antholz bis auf Platz 45 im Verfolger vor. Saisonhöhepunkt war die Teilnahme an den Weltmeisterschaften in Oberhof, bei welchen Repinc Position 52 im Einzel erreichte. Mit Beginn der Saison 2023/24 war sie schließlich konstanter Teil der Weltcupmannschaft und gewann im ersten Wettkampf, dem Einzel in Östersund, als 34. ihre ersten Ranglistenpunkte. Im Saisonverlauf konnte sie daran in Individualbewerben nicht anknüpfen, lief aber mit der Staffel drei weitere Male in die Top 10. Bei den Weltmeisterschaften überzeugte die Slowenin mit Platz 30 im Sprint, im Rahmen der Junioren-WM gewann sie hinter Julia Tannheimer und Ema Kapustová Bronze im Einzel und damit nach längerer Zeit wieder eine Medaille bei einem Großereignis.
Überzeugend startete Repinc in die Saison 2024/25, indem sie im verkürzten Einzel von Kontiolahti Rang 18 belegte und damit ihr vorheriges Bestergebnis klar unterbot. Gemeinsam mit Jakov Fak lief sie außerdem auf den sechsten Platz im Single-Mixed-Bewerb. Einen weiteren 18. (im Sprint) sowie sechsten Rang (in der Single-Mixed-Staffel) ließ die Slowenin in Oberhof folgen. Aufmerksamkeit bekam sie allerdings im Dezember 2024 beim Weltcup in Hochfilzen, wo Repinc als Startläuferin der Staffel agierte und gemeinsam mit Klara Vindišar, Anamarija Lampič und Polona Klemenčič hinter den Teams aus Deutschland, Frankreich und Schweden Platz vier belegte, das beste Resultat einer slowenischen Damenstaffel seit den Weltmeisterschaften 2007.

## Persönliches
Repinc lebt in Laški Rovt in der Gemeinde Bohinj.

## Statistiken

### Weltcupplatzierungen
Die Tabelle zeigt alle Platzierungen (je nach Austragungsjahr einschließlich Olympische Spiele und Weltmeisterschaften).
- 1.–3. Platz: Anzahl der Podiumsplatzierungen
- Top 10: Anzahl der Platzierungen unter den ersten zehn (einschließlich Podium)
- Punkteränge: Anzahl der Platzierungen innerhalb der Punkteränge (einschließlich Podium und Top 10)
- Starts: Anzahl gelaufener Rennen in der jeweiligen Disziplin
- Staffel: inklusive Mixed- und Single-Mixed-Staffeln

| Platzierung            | Einzel | Sprint | Verfolgung | Massenstart | Staffel | Gesamt |
| ---------------------- | ------ | ------ | ---------- | ----------- | ------- | ------ |
| 1. Platz               |        |        |            |             |         |        |
| 2. Platz               |        |        |            |             |         |        |
| 3. Platz               |        |        |            |             |         |        |
| Top 10                 |        |        |            |             | 8       | 8      |
| Punkteränge            | 2      | 2      | 1          |             | 15      | 20     |
| Starts                 | 5      | 12     | 4          |             | 15      | 36     |
| Stand: 20. Januar 2025 |        |        |            |             |         |        |

### Weltcupwertungen

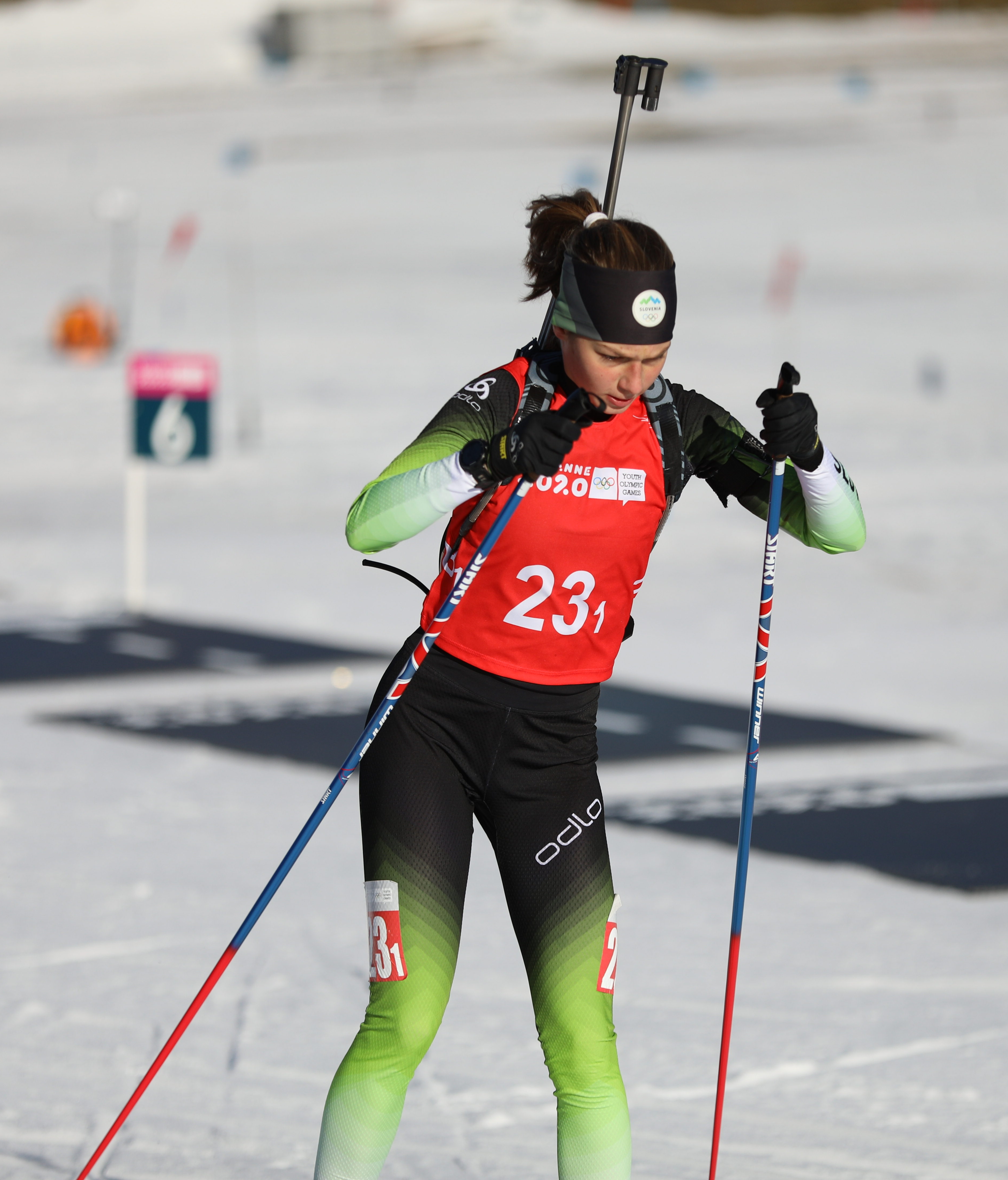
Repinc bei den Olympischen Jugendspielen 2020

Ergebnisse bei Weltcups (Disziplinen- und Gesamtweltcup) gemäß Punktesystem.
| Saison  | Einzel | Einzel | Sprint | Sprint | Verfolgung | Verfolgung | Massenstart | Massenstart | Gesamt | Gesamt |
| Saison  | Platz  | Punkte | Platz  | Punkte | Platz      | Punkte     | Platz       | Punkte      | Platz  | Punkte |
| ------- | ------ | ------ | ------ | ------ | ---------- | ---------- | ----------- | ----------- | ------ | ------ |
| 2023/24 | 62.    | 7      | –      | –      | –          | –          | –           | –           | 85.    | 7      |

### Weltmeisterschaften
Die Tabelle zeigt alle Platzierungen bei Weltmeisterschaften:
| Weltmeisterschaften | Weltmeisterschaften | Einzelwettbewerbe | Einzelwettbewerbe | Einzelwettbewerbe | Einzelwettbewerbe | Staffelwettbewerbe | Staffelwettbewerbe | Staffelwettbewerbe |
| Jahr                | Ort                 | Einzel            | Sprint            | Verfolgung        | Massenstart       | Damenstaffel       | Mixedstaffel       | S.-M.-Staffel      |
| ------------------- | ------------------- | ----------------- | ----------------- | ----------------- | ----------------- | ------------------ | ------------------ | ------------------ |
| 2021                | Pokljuka            | –                 | 89.               | –                 | –                 | 19.                | –                  | –                  |
| 2023                | Oberhof             | 52.               | –                 | –                 | –                 | 12.                | 12.                | –                  |
| 2024                | Nové Město          | 78.               | 30.               | 43.               | –                 | 13.                | –                  | –                  |

### Europameisterschaften
Die Tabelle zeigt alle Platzierungen bei Europameisterschaften:
| Europameisterschaften | Europameisterschaften | Einzelwettbewerbe | Einzelwettbewerbe | Einzelwettbewerbe | Staffelwettbewerbe | Staffelwettbewerbe |
| Jahr                  | Ort                   | Einzel            | Sprint            | Verfolgung        | Mixedstaffel       | S.-M.-Staffel      |
| --------------------- | --------------------- | ----------------- | ----------------- | ----------------- | ------------------ | ------------------ |
| 2021                  | Duszniki-Zdrój        | 50.               | 64.               | –                 | 14.                | –                  |
| 2023                  | Lenzerheide           | 17.               | 17.               | 25.               | –                  | –                  |
| 2024                  | Osrblie               | –                 | 23.               | 20.               | –                  | –                  |

### Olympische Jugend-Winterspiele

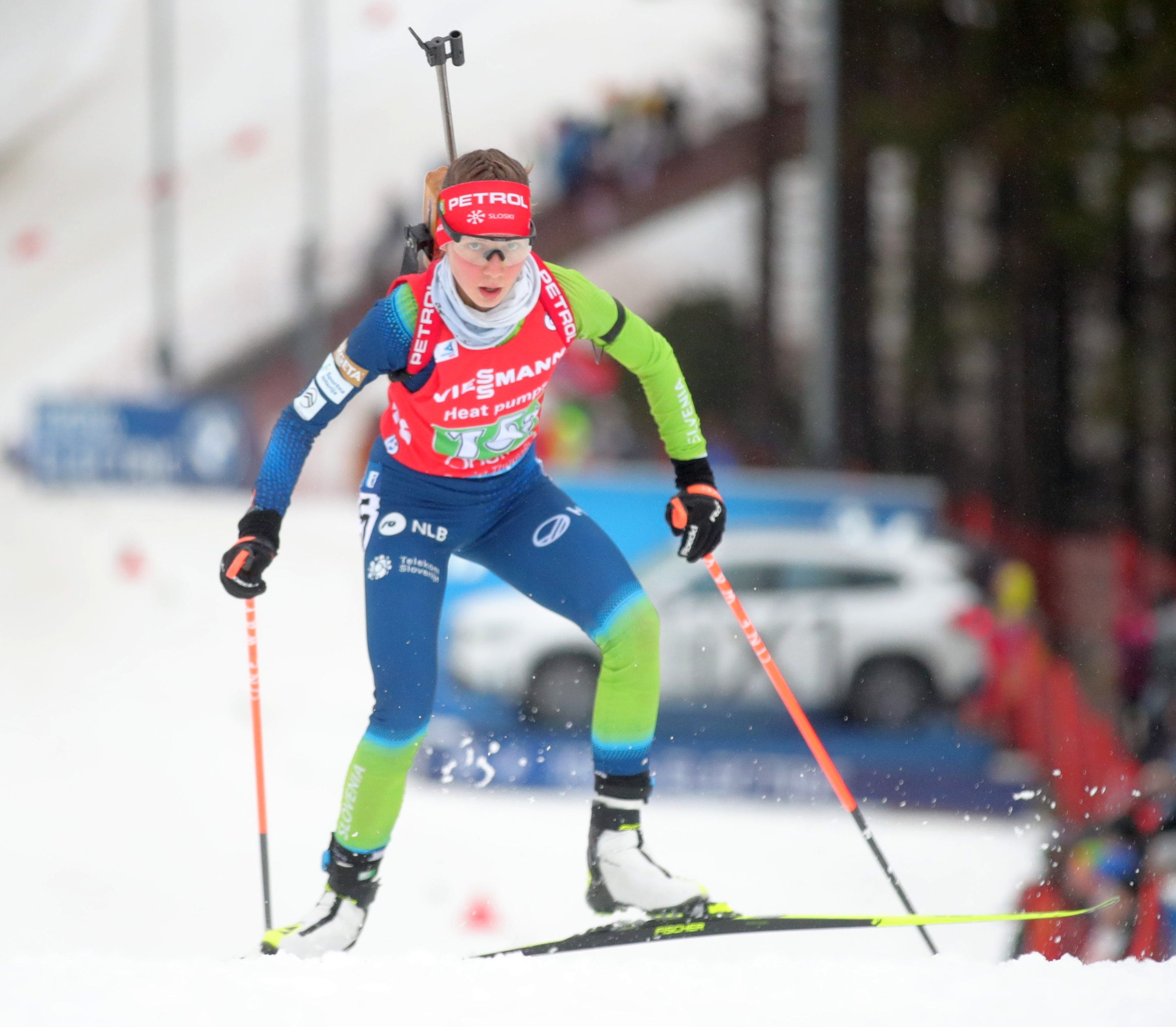
Repinc im Staffelrennen der WM 2023 in Oberhof

Die Tabelle zeigt alle Platzierungen bei Olympischen Jugend-Winterspielen:
| Olympische Winterspiele | Olympische Winterspiele | Einzelwettbewerbe | Einzelwettbewerbe | Staffelwettbewerbe | Staffelwettbewerbe |
| Jahr                    | Ort                     | Einzel            | Sprint            | Mixedstaffel       | S.-M.-Staffel      |
| ----------------------- | ----------------------- | ----------------- | ----------------- | ------------------ | ------------------ |
| 2020                    | Lausanne                | 52.               | 22.               | –                  | 19.                |

### Jugend-/Juniorenweltmeisterschaften
Repinc nahm bis 2022 an den Jugend-, ab 2023 an den Juniorenwettkämpfen teil.
| Weltmeisterschaften | Weltmeisterschaften | Einzelwettbewerbe | Einzelwettbewerbe | Einzelwettbewerbe | Einzelwettbewerbe | Staffelwettbewerbe | Staffelwettbewerbe |
| Jahr                | Ort                 | Einzel            | Sprint            | Verfolgung        | Massenstart 60    | Damenstaffel       | Mixedstaffel       |
| ------------------- | ------------------- | ----------------- | ----------------- | ----------------- | ----------------- | ------------------ | ------------------ |
| 2019                | Osrblie             | 37.               | 21.               | 30.               | nicht ausgetragen | 5.                 | nicht ausgetragen  |
| 2020                | Lenzerheide         | 16.               | 6.                | 9.                | nicht ausgetragen | 4.                 | nicht ausgetragen  |
| 2021                | Obertilliach        | 2.                | 1.                | 1.                | nicht ausgetragen | 2.                 | nicht ausgetragen  |
| 2022                | Soldier Hollow      | 4.                | 2.                | 2.                | nicht ausgetragen | 6.                 | nicht ausgetragen  |
| 2023                | Schtschutschinsk    | 25.               | 6.                | 10.               | nicht ausgetragen | 4.                 | 4.                 |
| 2024                | Otepää              | 3.                | 16.               | N/A               | 13.               | 7.                 | –                  |

## Auszeichnungen
- 2021: Piotr-Nurowski-Preis